# Cléber Nascimento da Silva
Cléber Nascimento da Silva (sinh 13 tháng 6 năm 1986) là một cầu thủ bóng đá Brasil thi đấu ở vị trí tiền vệ cánh cho Zlaté Moravce.

## Sự nghiệp câu lạc bộ
Sự nghiệp châu Âu của Cléber khởi đầu ở câu lạc bộ Armenia FC Mika. Anh thi đấu ở Cúp UEFA với Petržalka ở vòng hai mùa giải 2007-08. Sau các trận đấu, Petržalka quan tâm và muốn có Cléber. Vào tháng 1 năm 2012, anh được chuyển đến Petržalka. Câu lạc bộ tiếp theo trong sự nghiệp của anh là Slovácko của Cộng hòa Séc. Sau đó, Cléber trở về lại quê hương Brasil, thi đấu 2 năm.
Vào tháng 1 năm 2012, anh đến FC Nitra và ký bản hợp đồng 2,5 năm.
Anh ký hợp đồng với Spartak Trnava vào tháng 8 năm 2014. Anh ra mắt cho đội bóng trước Podbrezová ngày 10 tháng 8 năm 2014.